# فيصل العبد الواحد
فيصل العبد الواحد، هو لاعب كرة قدم سعودي يلعب كلاعب وسط لنادي الفتح .